# Peter Schilling
Pierre Michael Schilling (Estugarda, 28 de Janeiro de 1956) é um cantor alemão. Fez sucesso em 1983 com a música "Major Tom (Völlig losgelöst)", que permaneceu por meses na parada de sucesso da Europa.

## Discografia
Álbuns
- Fehler im System, 1982
- Error in the System, 1983
- 120 Grad, 1984
- Things To Come, 1985
- The Different Story - The World Of Lust And Crime, 1989
- Geheime Macht, 1993
- Von Anfang an... bis jetzt, 1999
- Portrait, 2001
- Raumnot, 2003
- Retrospektive - Das Remix Album, 2004
- Zeitsprung, 2004
- Delight Factor Wellness, 2005
- Das Prinzip Mensch, 2006

 Singles
- Gib her das Ding / Frei sein ist schön, 1979 (As Pierre Schilling)
- Heut ist was los auf der Autobahn / Sweet Sixteen, 1980 (As Pierre Schilling)
- Lied an Dich / Lampenfieber, 1981 (As Pierre Schilling)
- Major Tom (Völlig losgelöst), 1982
- Die Wüste lebt, 1983
- Fehler im System, 1983
- Major Tom (Coming Home), 1984
- Terra Titanic, 1984
- Hitze der Nacht, 1984
- Hitze der Nacht (Special Remix), 1984
- Region 804, 1985
- Ich vermisse Dich / Für immer jung, 1986
- All The Love I Need / In My Youth, 1986
- Alles endet bei Dir / Wonderful World, 1986
- The Different Story (World Of Lust And Crime), 1989
- Zug um Zug, 1992
- Bild der Dunkelheit, 1992
- Viel zu heiß, 1993
- Major Tom 94, 1994 (Released in both English and German)
- Sonne, Mond und Sterne, 1994
- Terra Titanic, 1995 (1995 remixes)
- Trip To Orion, 1996 (With the Space Pilots)
- Kingdom Of Rain, 2000 (As M*Period)
- Terra Titanic 2003, 2003
- Raumnot, 2003
- Sonne, Mond und Sterne 2003, 2003
- Major Tom 2003, 2003
- Experiment Erde, 2004
- Weit weg, 2005
- Der menschliche Faktor (Remixes), 2005
- Es gibt keine Sehnsucht, 2006